# 深圳大学土木与交通工程学院
深圳大学土木与交通工程学院是深圳大学的下属学院，成立于2006年8月，前身是结构与市政工程系（成立于1985年9月）。

## 历史沿革
- 1985年，9月，深圳大学结构与市政工程系成立，由清华大学对口援建。
- 1991年，获批建筑工程管理本科专业。
- 1993年，结构与市政工程系更名为土木工程系。
- 1997年，4月，学校院系调整将建筑系、土木工程系、环境设计系、建筑设计研究院、世界建筑导报社合并成立建筑与土木工程学院[2]。
- 2003年，设立建设管理与房地产系。
- 2004年，设立交通工程系，获批管理科学与工程一级学科硕士点及交通工程本科专业[3]。
- 2006年，8月，建筑与土木工程学院拆分为建筑与城市规划学院和土木工程学院[4]。
- 2011年，广东省滨海土木工程耐久性重点实验室获批建设。
- 2012年，12月，土木工程学院搬迁至深圳大学后海校区南校区。
- 2015年，9月，深圳大学工程学学科首次进入ESI世界排名前1%行列，也是深大首个进入ESI世界排名前1%的学科。
- 2018年，3月，获批土木工程一级学科博士点[5]；陆续组建未来地下城市研究院、深地科学与绿色能源研究院、城市智慧交通与安全运维研究院等研究院，分别由陈湘生院士、谢和平院士、杜彦良院士担任院长。
- 2019年，1月，土木工程学院更名为土木与交通工程学院[6]；3月，中国工程院院士陈湘生出任学院院长[7] ；6月，土木工程本科专业通过国家工程教育专业认证；10月，获批设立土木工程博士后科研流动站[8]；12月，获批建设滨海城市韧性基础设施教育部重点实验室。
- 2021年，6月，新增土木工程卓越班招生，实行本研一体化培养[9]；10月，获批土木水利专业学位博士点[10][11]。
- 2022年，5月，深圳大学工程学学科首次进入ESI世界排名前1‰行列，也是深大首个进入ESI世界排名前1‰的学科[12]。
- 2023年，1月，地球科学成为深圳大学第十六个进入ESI全球排名前1%的学科；4月，获批智能建造、智慧交通本科专业，交通工程本科专业停止招生[13]；9月，建设管理与房地产系更名为工程管理科学系，交通工程系更名为智慧交通系；11月，邢锋教授当选中国工程院院士。

## 管理团队

### 现任领导
| 院长 - 陈湘生 | 党委书记 - 李伟文 | 执行院长 - 龙武剑 |

| 副院长 - 邹亮 | 党委副书记、纪委书记 - 陈碧霞 | 副院长 - 杨磊 | 副院长 - 包小华 | 副院长 - 郭峻 | 副院长 - 丁志坤 |

### 历任领导
- 结构与市政工程系主任
  - 1984-1986：钮友杰
  - 1987-1989：李清春
  - 1989-1992：遇平静
- 土木工程系主任
  - 1993-1996：遇平静
- 建筑与土木工程学院院长
  - 1997-2001：许安之
  - 2002-2006：陈燕萍
- 土木工程学院院长
  - 2006-2010：黄中伟
  - 2011-2018：王家远
- 土木与交通工程学院院长
  - 2019-至今：陈湘生
- 土木与交通工程学院执行院长
  - 2019-至今：龙武剑

## 专业设置
| 学系           | 本科专业                                   | 硕士专业                                  | 博士专业                                  |
| -------------- | ------------------------------------------ | ----------------------------------------- | ----------------------------------------- |
| 土木工程系     | 土木工程 - 国际工程创新班 - 数学力学创新班 | 土木工程（学术学位） 土木工程（专业学位） | 土木工程（学术学位） 土木水利（专业学位） |
| 土木工程系     | 智能建造                                   | 土木工程（学术学位） 土木工程（专业学位） | 土木工程（学术学位） 土木水利（专业学位） |
| 工程管理科学系 | 工程管理                                   | 管理科学与工程（学术学位，工学）          | 无                                        |
| 智慧交通系     | 智慧交通                                   | 交通运输（专业学位）                      | 无                                        |

## 组织机构

深圳大学土木工程学院原院徽（2006年-2019年）

### 教学机构
- 土木工程系
- 工程管理科学系
- 智慧交通系

### 研究机构
国家级研究平台
- 深地工程智能建造与健康运维全国重点实验室
- 极端环境绿色长寿道路工程全国重点实验室
- 极端环境岩土和隧道工程智能建养全国重点实验室
- 矿山深井建设技术国家工程研究中心

省部级教学科研平台
- 滨海城市韧性基础设施教育部重点实验室
- 广东省滨海土木工程耐久性重点实验室
- 广东省深地科学与地热能开发利用重点实验室
- 自然资源部大湾区地理环境监测重点实验室
- 广东省土木工程实验教学中心

市级教学科研平台
- 深圳市土木工程耐久性重点实验室
- 深圳市深部工程科学与绿色能源重点实验室
- 深圳市海上基础设施安全与监测重点实验室
- 深圳市地铁地下车站绿色高效智能建造重点实验室

联合研究中心
- 滨海土木工程材料国际联合实验室
- 建筑互联网与BIM实验研究中心
- 中澳BIM与智慧建造联合研究中心

### 办公机构
- 综合办公室
- 本科生教务办公室
- 研究生教务办公室
- 学生工作办公室
- 科研秘书室
- 党务办公室

## 知名学者
- 陈湘生：中国工程院院士，深圳大学土木与交通工程学院院长[7]，特聘教授，深圳大学未来地下城市研究院院长。曾任深圳地铁集团有限公司总工程师[14]。
- 谢和平：中国工程院院士，深圳大学特聘教授，深圳大学深地科学与绿色能源研究院院长。曾任四川大学校长[15]。
- 杜彦良：中国工程院院士，深圳大学特聘教授，深圳大学智慧交通与安全运营研究院院长[16]。曾任石家庄铁道大学副校长[17]。
- 邢锋：中国工程院院士，深圳市首位国家杰出青年科学基金获得者[18]，深圳大学教授，广州大学副校长。
- 上田多门：日本工程院院士，深圳大学特聘教授。曾任北海道大学教授[19]。
- 李勇：乌克兰国家工程院外籍院士，深圳大学特聘教授。曾任深圳市桥博设计研究院CEO[20]。
- 傅学怡：全国工程勘察设计大师，深圳大学教授[21]。
- 崔宏志：国家杰出青年科学基金获得者，深圳大学科学技术部主任、特聘教授[22]。
- 董必钦：国家杰出青年科学基金获得者，深圳大学特聘教授[22]。
- 任伟新：教育部“长江学者”特聘教授，深圳大学特聘教授。曾任合肥工业大学土木与水利工程学院院长[23]。

## 知名院友
工商界
- 邓学勤—85工民建，正中置业集团董事长、总裁，深圳科兴生物工程有限公司董事长[24]
- 林学春—89工民建，深圳市永鑫建设集团董事[25]
- 李奕标—90工民建，深圳市海岸投资集团有限公司董事长[26]
- 张伟文—90工民建，深圳南利装饰集团股份公司董事长[25]
- 潘海飞—96管理工程，深圳市海石集团有限公司董事长[25]

政界
- 吴志刚—86工民建，东莞市委秘书长[27]

学术界
- 李伟文—87工民建，深圳大学土木与交通工程学院党委书记，教授[28]
- 黄振宇—03土木工程，深圳大学土木与交通工程学院副教授[29][30]